# Artio

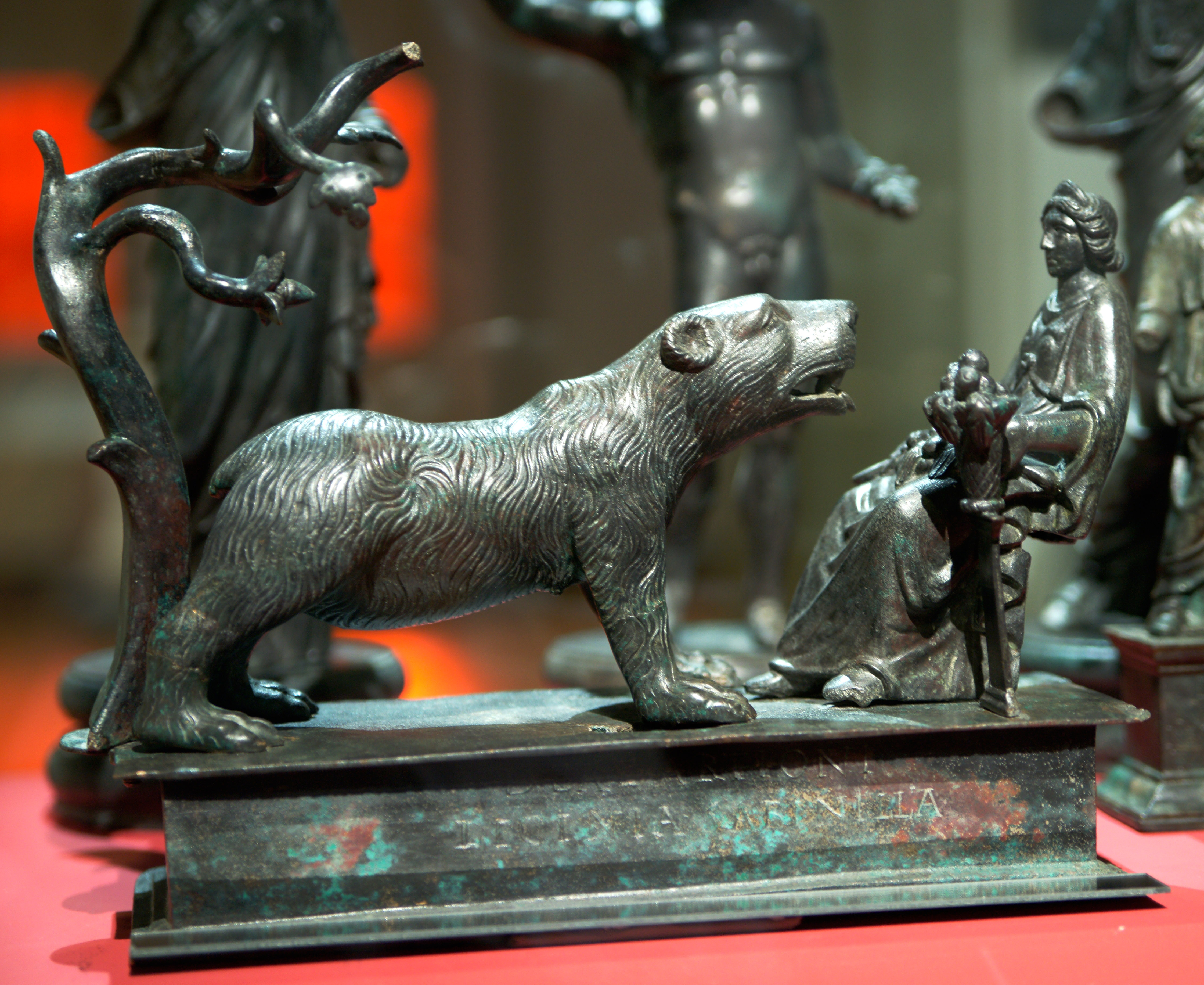
Artio

Artio var en björngudinna i keltisk mytologi.   Arkeologiska fynd visar att hon dyrkades främst i Bern i Schweiz. Hon avbildades sittande fastkedjad i en tron med frukt i famnen, framför en björn. 